# 産隆大學應援團
『産隆大學應援團』（さんりゅうだいがくおうえんだん）は、フジテレビの関東ローカル枠で深夜ドラマを放送するディビジョン1で放送されていたテレビドラマ。全4回。

## ストーリー
存続の危機にある大学の応援団の奮闘を描くコメディー。

## 放送日
- 2005年2月9日水曜日
- 2005年2月16日水曜日
- 2005年2月23日水曜日
- 2005年3月2日水曜日
- 2006年1月4日水曜日　※26:10-28:00 全4話一括再放送

広島（テレビ新広島）、愛媛（テレビ愛媛）にて2007年7月・8月に放送された。（舞台版の公演があるため放送）

## キャスト
- 渕村 誠（ふちむら まこと） - 今井雅之

第39代應援團長。應援團の存続の危機を知り、復学。
- 望月 薫（もちづき かおる） - 山本太郎

4年生・副團長。愛校心が強い。
- 緒方 拳二（おがた けんじ） - 隈部洋平

3年生・旗手長。優柔不断。
- 植田 千尋（うえだ ちひろ） - 脇知弘

2年生・團員。運動音痴。
- 水谷 翔（みずたに しょう） - 是近敦之

2年生・團員。理不尽で非合理的なことが大嫌い。
- 村山 沙織（むらやま さおり） - 真木よう子

望月のバイト先の同僚。真面目。

## スタッフ
- 脚本 - 金子茂樹
- 作曲 - 梅堀淳
- スーパーバイザー - 永山耕三
- チーフプロデューサー - 高井一郎
- プロデューサー - 瀧山麻土香
- 演出 - 葉山浩樹（第一話・第二話）、大木綾子（第三話・第四話）

## 舞台版
2007年春・秋に全国展開
- 東京公演（紀伊國屋サザンシアター）3月26日～4月3日
- 福岡公演（西鉄ホール）4月13日～4月15日
- 神戸公演（新神戸オリエンタル劇場）5月3日・5月4日
- 金沢公演（金沢市観光会館）4月22日

他、全国各地で公演

### キャスト
- 渕村 誠（第20代・第39代應援團長） - 今井雅之★
- 望月 薫（4年生・副團長） - 東貴博（TAKE2）
- 緒方 拳二（3年生・旗手長） - 隈部洋平★
- 青谷昇（3年生・團員） - 松本勝
- 植田 千尋（2年生・團員） - 脇知弘★
- 水谷 翔（2年生・團員） - 是近敦之★
- 朝霞麗子（新入生） - 最所美咲

他、出演
★はTVドラマ版と同配役

### スタッフ
- 企画・製作：フジテレビジョン、エルカンパニー
- 原作：金子茂樹
- 脚本：今井雅之、金子茂樹
- 演出：今井雅之
- プロデューサー：瀧山麻土香、坂元寿朗
- 音楽：梅掘淳